# Burkhard Heyl

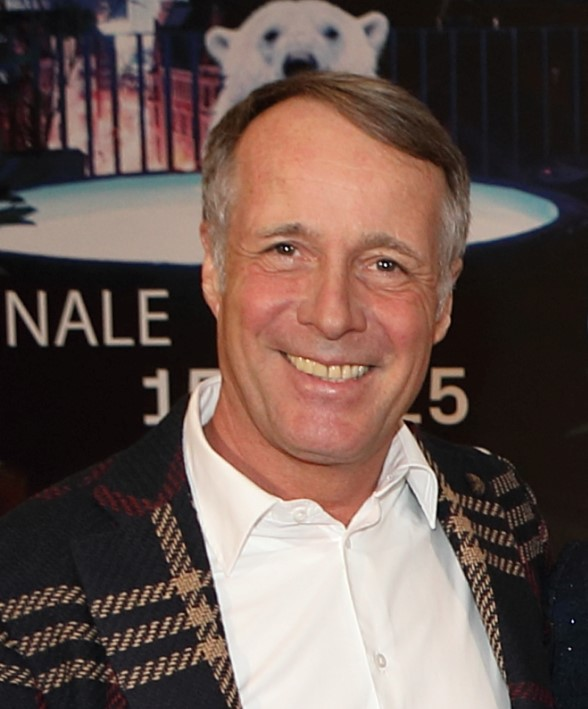
Burkhard Heyl (2018)

Burkhard Heyl (* 20. Mai 1956 in Berlin) ist ein deutscher Schauspieler.

## Leben
Burkhard Heyl absolvierte ein Schauspielstudium an der Folkwang Hochschule in Essen.
Am Anfang seiner Karriere als Schauspieler standen Theaterengagements. Feste Engagements hatte Heyl unter anderem am Schauspiel Kiel und am Schauspielhaus Nürnberg. Weitere Engagements folgten in Köln, München und Zürich. Heyl spielte zu Beginn seiner Theaterlaufbahn das klassische Theaterrepertoire des jugendlichen Liebhabers und des jugendlichen Helden. Daneben übernahm er wichtige Charakterrollen.
Zu Heyls großen Theaterrollen gehörten unter anderem Cléante in Der Geizige von Molière, Prinz Agis in Der Triumph der Liebe von Marivaux, Sultan Saladin in Nathan der Weise von Gotthold Ephraim Lessing, die Titelrolle in Der Prinz vom Homburg von Heinrich von Kleist, Schweizerkas in Mutter Courage von Bertolt Brecht, der Kriegsheimkehrer Beckmann in Draußen vor der Tür von Wolfgang Borchert und der Herzog Karl Alexander in Jud Süß von Paul Kornfeld.
Außerdem trat er in verschiedenen größeren und kleineren Rollen in Stücken von Woody Allen, Georges Feydeau, Johann Wolfgang von Goethe, Gerhart Hauptmann und Anton Tschechow auf.
Heyl stand seit den 1980er Jahren auch in mehreren internationalen Kinoproduktionen und Fernsehserien vor der Kamera. 1986 spielte er an der Seite von Omar Sharif und Maximilian Schell in der amerikanischen NBC-Mini-Serie Peter der Große unter der Regie von Marvin J. Chomsky. 1988 folgte eine Rolle in der US-Mini-Serie Feuersturm und Asche. Eine kleine Rolle hatte er 1989 in dem Kinofilm Triumph des Geistes. 1990 folgte die Rolle von Albrecht Mertz von Quirnheim in dem Thriller Stauffenberg – Verschwörung gegen Hitler. Der Regisseur Costa-Gavras holte Heyl 2002 für die kleine, aber wichtige Rolle eines Direktors für seinen Film Der Stellvertreter, eine Verfilmung von Rolf Hochhuths Theaterstück Der Stellvertreter.
Ab Mitte der 1980er Jahre spielte Heyl regelmäßig auch im deutschen Fernsehen. Heyl übernahm hierbei durchgehende Serienrollen, wiederkehrende Episodenrollen und auch Gastrollen.
Heyl wurde auch im deutschen Fernsehen häufig in anspruchsvollen Fernsehspielen und Produktionen mit zeitgeschichtlichen Hintergrund eingesetzt. Er hat sich als sensibler und differenzierter Charakterdarsteller einen Namen gemacht. So spielte er 1986 die Rolle des Carl Deutz in dem Mehrteiler Väter und Söhne - Eine deutsche Tragödie von Bernhard Sinkel. Das ZDF besetzte Heyl in den 1990er Jahren außerdem in der Rolle des romantischen, gutaussehenden Liebhabers in der Fernsehreihe Das Traumschiff und in dem Fernsehfilm Sommer am Meer aus der Fernsehreihe Rosamunde Pilcher.
In der RTL-Fernsehserie Hinter Gittern – Der Frauenknast spielte er in der Rolle des Dr. Thomas Maybach gemeinsam mit Cheryl Shepard und Christine Schuberth. In der ARD-Fernsehreihe Alpenklinik war er ab 2006 als geschäftstüchtiger und umtriebiger Bürgermeister Bernd Bossert zu sehen.
Burkhard Heyl ist umfangreich als Rezitator mit literarischen Programmen tätig. In seinen selbst zusammengestellten Programmen liest er aus Romanen, Erinnerungen und Briefwechseln von Walter Benjamin, Theodor Fontane, Marcel Proust und Vladimir Nabokov. Außerdem interpretiert er Gedichte von Fernando Pessoa und Paul Celan.

## Filmografie (Auswahl)
- 1986: Peter der Große (Peter the Great)
- 1986: Väter und Söhne - Eine deutsche Tragödie
- 1988: Feuersturm und Asche
- 1989: Triumph des Geistes (Triumph of the Spirit)
- 1990: Stauffenberg – Verschwörung gegen Hitler (The Plot to Kill Hitler)
- 1990: Marleneken
- 1992: Das Traumschiff – Norwegen
- 1993: Derrick – Mann im Regen
- 1993: Derrick – Langsamer Walzer
- 1993: Durchreise – Die Geschichte einer Firma (Sechsteiliger Fernsehfilm)
- 1995: Rosamunde Pilcher – Sommer am Meer
- 1996: Im Namen des Gesetzes
- 1996: Ein Fall für zwei
- 1997–1999: Hinter Gittern – Der Frauenknast
- 1999: Operation Phoenix – Jäger zwischen den Welten
- 2000: Unser Charly
- 2000: Ein starkes Team – Der Todfeind
- 2002: Der Stellvertreter
- 2002: Edel & Starck
- 2002: Dr. Sommerfeld – Neues vom Bülowbogen
- 2003–2008: Die Anstalt (Zurück ins Leben)
- 2005: SOKO Wismar
- 2006: Glück auf vier Rädern
- 2006: Die Alpenklinik
- 2007: Die Alpenklinik – Eine Frage des Herzens
- 2011: Alles was zählt
- 2013: Papa auf Probe